# Temporada 1993-94 de los Phoenix Suns
La temporada 1993-94 fue la vigesimosexta de los Phoenix Suns en la NBA. La temporada regular acabó con 56 victorias y 26 derrotas, ocupando el tercer puesto de la Conferencia Oeste, clasificándose para los playoffs en los que cayeron en las semifinales de conferencia ante los Houston Rockets.

## Elecciones en elDraft
| Ronda | Puesto | Jugador        | Posición  | Nacionalidad   | Universidad/Club         |
| ----- | ------ | -------------- | --------- | -------------- | ------------------------ |
| 1     | 27     | Malcolm Mackey | Ala-Pívot | Estados Unidos | Georgia Tech             |
| 2     | 49     | Mark Buford    | Pívot     | Estados Unidos | Mississippi Valley State |
| 2     | 54     | Byron Wilson   | Escolta   | Estados Unidos | Utah                     |

## Temporada regular
| División Pacífico        | División Pacífico | División Pacífico | División Pacífico | División Pacífico | División Pacífico | División Pacífico | División Pacífico | División Pacífico |
| Equipo                   | G                 | P                 | %                 | PD                | Casa              | Fuera             | Div               |                   |
| ------------------------ | ----------------- | ----------------- | ----------------- | ----------------- | ----------------- | ----------------- | ----------------- | ----------------- |
| y-Seattle SuperSonics    | 63                | 19                | .768              | —                 | 37–4              | 26–15             | 25–5              |                   |
| x-Phoenix Suns           | 56                | 26                | .683              | 7                 | 36–5              | 20–21             | 19–11             |                   |
| x-Golden State Warriors  | 50                | 32                | .610              | 13                | 29–12             | 21–20             | 19–11             |                   |
| x-Portland Trail Blazers | 47                | 35                | .573              | 16                | 30–11             | 17–24             | 17–13             |                   |
| Los Angeles Lakers       | 33                | 49                | .402              | 30                | 21–20             | 12–29             | 7–23              |                   |
| Sacramento Kings         | 28                | 54                | .341              | 35                | 20–21             | 8–33              | 9–21              |                   |
| Los Angeles Clippers     | 27                | 55                | .329              | 36                | 17–24             | 10–31             | 9–21              |                   |

## Playoffs

### Primera ronda
Phoenix Suns vs. Golden State Warriors 
| Fecha       | Partido                                     | Ciudad  |
| ----------- | ------------------------------------------- | ------- |
| 29 de abril | Phoenix Suns 111, Golden State Warriors 104 | Phoenix |
| 1 de mayo   | Phoenix Suns 117, Golden State Warriors 111 | Phoenix |
| 4 de mayo   | Golden State Warriors 133, Phoenix Suns 140 | Oakland |
|             | Phoenix Suns gana las series 3-0            |         |

### Semifinales de Conferencia
Houston Rockets vs. Phoenix Suns 
| Fecha      | Partido                               | Ciudad  |
| ---------- | ------------------------------------- | ------- |
| 8 de mayo  | Houston Rockets 87, Phoenix Suns 91   | Houston |
| 11 de mayo | Houston Rockets 117, Phoenix Suns 124 | Houston |
| 13 de mayo | Phoenix Suns 102, Houston Rockets 118 | Phoenix |
| 15 de mayo | Phoenix Suns 96, Houston Rockets 107  | Phoenix |
| 17 de mayo | Houston Rockets 109, Phoenix Suns 86  | Houston |
| 19 de mayo | Phoenix Suns 103, Houston Rockets 89  | Phoenix |
| 21 de mayo | Houston Rockets 104, Phoenix Suns 94  | Houston |
|            | Houston Rockets gana las series 4-3   |         |

## Estadísticas

### Temporada regular
| Rk | Jugador         | Edad | P  | PT | MP   | TC  | TCI  | %TC  | T3  | T3I | %T3  | TL  | TLI | %TL  | RO  | RD  | RT   | AS  | RB  | TAP | BP  | FP  | PTS  |
| -- | --------------- | ---- | -- | -- | ---- | --- | ---- | ---- | --- | --- | ---- | --- | --- | ---- | --- | --- | ---- | --- | --- | --- | --- | --- | ---- |
| 1  | Dan Majerle     | 28   | 80 | 76 | 40.1 | 6.0 | 14.2 | .418 | 2.4 | 6.3 | .382 | 2.2 | 3.0 | .739 | 1.5 | 2.9 | 4.4  | 3.4 | 1.6 | 0.5 | 1.7 | 1.9 | 16.5 |
| 2  | Kevin Johnson   | 27   | 67 | 67 | 36.6 | 7.1 | 14.6 | .487 | 0.1 | 0.4 | .222 | 5.7 | 6.9 | .819 | 0.8 | 1.7 | 2.5  | 9.5 | 1.9 | 0.1 | 3.5 | 1.9 | 20.0 |
| 3  | Charles Barkley | 30   | 65 | 65 | 35.4 | 8.0 | 16.1 | .495 | 0.7 | 2.7 | .270 | 4.9 | 7.0 | .704 | 3.0 | 8.1 | 11.2 | 4.6 | 1.6 | 0.6 | 3.2 | 2.5 | 21.6 |
| 4  | A.C. Green      | 30   | 82 | 55 | 34.5 | 5.7 | 11.3 | .502 | 0.1 | 0.4 | .229 | 3.2 | 4.4 | .735 | 3.4 | 5.8 | 9.2  | 1.7 | 0.9 | 0.5 | 1.2 | 1.7 | 14.7 |
| 5  | Cedric Ceballos | 24   | 53 | 43 | 30.2 | 8.0 | 15.0 | .535 | 0.0 | 0.2 | .000 | 3.0 | 4.2 | .724 | 2.9 | 3.6 | 6.5  | 1.7 | 1.1 | 0.4 | 1.8 | 2.3 | 19.1 |
| 6  | Oliver Miller   | 23   | 69 | 30 | 25.9 | 4.0 | 6.6  | .609 | 0.0 | 0.1 | .222 | 1.2 | 2.0 | .584 | 2.0 | 4.9 | 6.9  | 3.5 | 1.2 | 2.3 | 2.4 | 3.3 | 9.2  |
| 7  | Danny Ainge     | 34   | 68 | 1  | 22.9 | 3.3 | 7.9  | .417 | 1.2 | 3.6 | .328 | 1.1 | 1.4 | .830 | 0.4 | 1.5 | 1.9  | 2.6 | 0.8 | 0.1 | 1.2 | 2.1 | 8.9  |
| 8  | Elliot Perry    | 24   | 27 | 9  | 16.0 | 1.6 | 4.2  | .372 | 0.0 | 0.1 | .000 | 0.8 | 1.0 | .750 | 0.4 | 1.0 | 1.4  | 4.6 | 0.9 | 0.0 | 1.6 | 1.3 | 3.9  |
| 9  | Mark West       | 33   | 82 | 50 | 15.1 | 2.0 | 3.5  | .566 | 0.0 | 0.0 |      | 0.7 | 1.4 | .500 | 1.4 | 2.2 | 3.6  | 0.4 | 0.4 | 1.3 | 0.9 | 2.6 | 4.7  |
| 10 | Frank Johnson   | 35   | 70 | 5  | 12.5 | 1.9 | 4.3  | .448 | 0.0 | 0.2 | .167 | 0.8 | 1.0 | .783 | 0.4 | 0.8 | 1.2  | 2.1 | 0.6 | 0.0 | 0.9 | 1.7 | 4.6  |
| 11 | Joe Kleine      | 32   | 74 | 4  | 11.5 | 1.7 | 3.5  | .488 | 0.1 | 0.1 | .455 | 0.4 | 0.5 | .769 | 0.7 | 1.9 | 2.6  | 0.6 | 0.2 | 0.3 | 0.5 | 1.6 | 3.9  |
| 12 | Negele Knight   | 26   | 1  | 0  | 8.0  | 1.0 | 4.0  | .250 | 0.0 | 0.0 |      | 0.0 | 0.0 |      | 0.0 | 0.0 | 0.0  | 0.0 | 0.0 | 1.0 | 0.0 | 1.0 | 2.0  |
| 13 | Duane Cooper    | 24   | 23 | 2  | 5.9  | 0.8 | 1.8  | .439 | 0.0 | 0.3 | .143 | 0.5 | 0.7 | .733 | 0.1 | 0.3 | 0.4  | 1.2 | 0.1 | 0.0 | 0.9 | 0.5 | 2.1  |
| 14 | Jerrod Mustaf   | 24   | 33 | 2  | 5.9  | 0.9 | 2.5  | .357 | 0.0 | 0.0 |      | 0.4 | 0.7 | .591 | 0.6 | 1.1 | 1.7  | 0.2 | 0.1 | 0.2 | 0.3 | 0.9 | 2.2  |
| 15 | Joe Courtney    | 24   | 33 | 1  | 5.1  | 1.2 | 2.4  | .513 | 0.0 | 0.0 |      | 0.7 | 1.0 | .719 | 0.4 | 0.4 | 0.8  | 0.3 | 0.1 | 0.2 | 0.3 | 0.7 | 3.1  |
| 16 | Skeeter Henry   | 26   | 4  | 0  | 3.8  | 0.3 | 1.3  | .200 | 0.0 | 0.5 | .000 | 0.5 | 1.0 | .500 | 0.0 | 0.5 | 0.5  | 1.0 | 0.0 | 0.0 | 0.3 | 0.3 | 1.0  |
| 17 | Malcolm Mackey  | 23   | 22 | 0  | 3.1  | 0.6 | 1.7  | .378 | 0.0 | 0.1 | .000 | 0.2 | 0.4 | .500 | 0.5 | 0.5 | 1.1  | 0.0 | 0.0 | 0.1 | 0.1 | 0.4 | 1.5  |

### Playoffs
| Rk | Jugador         | Edad | P  | PT | MP   | TC   | TCI  | %TC  | T3  | T3I | %T3  | TL  | TLI | %TL  | RO  | RD  | RT   | AS  | RB  | TAP | BP  | FP  | PTS  |
| -- | --------------- | ---- | -- | -- | ---- | ---- | ---- | ---- | --- | --- | ---- | --- | --- | ---- | --- | --- | ---- | --- | --- | --- | --- | --- | ---- |
| 1  | Kevin Johnson   | 27   | 10 | 10 | 42.7 | 9.7  | 21.2 | .458 | 0.3 | 1.0 | .300 | 6.9 | 8.1 | .852 | 1.0 | 2.5 | 3.5  | 9.6 | 1.0 | 0.1 | 3.4 | 2.3 | 26.6 |
| 2  | Charles Barkley | 30   | 10 | 10 | 42.5 | 11.0 | 21.6 | .509 | 1.4 | 4.0 | .542 | 4.2 | 5.5 | .764 | 3.4 | 9.6 | 13.0 | 4.8 | 2.5 | 0.9 | 2.7 | 2.6 | 27.6 |
| 3  | Dan Majerle     | 28   | 10 | 10 | 41.0 | 4.6  | 12.7 | .362 | 2.0 | 5.9 | .339 | 1.1 | 1.6 | .688 | 1.5 | 2.8 | 4.3  | 2.4 | 1.1 | 0.4 | 1.0 | 2.3 | 12.3 |
| 4  | A.C. Green      | 30   | 10 | 2  | 35.0 | 4.0  | 8.3  | .482 | 0.7 | 1.7 | .412 | 3.8 | 6.2 | .613 | 2.9 | 5.5 | 8.4  | 1.3 | 1.0 | 0.2 | 0.7 | 2.2 | 12.5 |
| 5  | Danny Ainge     | 34   | 10 | 0  | 23.0 | 2.7  | 5.9  | .458 | 1.7 | 4.0 | .425 | 1.5 | 2.1 | .714 | 0.7 | 1.6 | 2.3  | 2.1 | 0.6 | 0.1 | 0.5 | 2.6 | 8.6  |
| 6  | Cedric Ceballos | 24   | 10 | 8  | 21.2 | 4.3  | 9.3  | .462 | 0.0 | 0.2 | .000 | 1.5 | 1.8 | .833 | 1.6 | 2.8 | 4.4  | 0.8 | 0.8 | 0.2 | 1.1 | 0.9 | 10.1 |
| 7  | Oliver Miller   | 23   | 10 | 4  | 14.6 | 1.6  | 2.7  | .593 | 0.0 | 0.0 |      | 0.3 | 0.7 | .429 | 1.4 | 3.0 | 4.4  | 1.3 | 0.6 | 1.2 | 1.3 | 2.2 | 3.5  |
| 8  | Joe Kleine      | 32   | 8  | 0  | 10.1 | 1.5  | 3.5  | .429 | 0.0 | 0.0 |      | 0.5 | 0.8 | .667 | 0.6 | 1.5 | 2.1  | 0.4 | 0.1 | 0.5 | 0.3 | 1.9 | 3.5  |
| 9  | Mark West       | 33   | 7  | 6  | 9.9  | 0.7  | 2.1  | .333 | 0.0 | 0.0 |      | 1.0 | 1.4 | .700 | 1.6 | 1.3 | 2.9  | 0.0 | 0.0 | 1.0 | 0.6 | 2.7 | 2.4  |
| 10 | Frank Johnson   | 35   | 7  | 0  | 6.6  | 0.1  | 1.7  | .083 | 0.0 | 0.3 | .000 | 0.1 | 0.3 | .500 | 0.3 | 0.3 | 0.6  | 0.7 | 0.3 | 0.0 | 0.4 | 0.9 | 0.4  |
| 11 | Skeeter Henry   | 26   | 3  | 0  | 5.3  | 0.3  | 2.0  | .167 | 0.0 | 0.7 | .000 | 0.0 | 0.0 |      | 0.3 | 0.7 | 1.0  | 1.0 | 0.0 | 0.0 | 0.3 | 0.3 | 0.7  |
| 12 | Elliot Perry    | 24   | 4  | 0  | 3.3  | 0.3  | 1.8  | .143 | 0.0 | 0.0 |      | 0.0 | 0.0 |      | 0.0 | 0.0 | 0.0  | 0.3 | 0.3 | 0.0 | 0.3 | 0.5 | 0.5  |

## Galardones y récords
| Ganador         | Galardón                              |
| Charles Barkley | 2.º Mejor quinteto de la NBA All-Star |
| Kevin Johnson   | 2.º Mejor quinteto de la NBA All-Star |